# Artemisina arcigera
Artemisina arcigera är en svampdjursart som först beskrevs av Schmidt 1870.  I den svenska databasen Dyntaxa används istället namnet Artemisina arciger. Artemisina arcigera ingår i släktet Artemisina och familjen Microcionidae. Arten är reproducerande i Sverige. Inga underarter finns listade i Catalogue of Life.